# Hydro-Man
Hydro-Man, på svenska även tidigare känd som Hydromannen eller Vattenmannen, är en fiktiv seriefigur som förekommer i Marvel Comics och är en motståndare till Spindelmannen. Han skapades av Dennis O'Neil och John Romita, Jr., och dök upp för första gången i Amazing Spider-Man #212, som gavs ut i januari 1981.

## Bakgrund och förmågor
Morris "Morrie" Bench fick sina superkrafter då han arbetade som en besättningsmedlem på ett skepp inom amerikanska flottan. Han blev då av en olyckshändelse knuffad överbord av Spindelmannen under en kamp mot Namor medan en kraftfull experimentgenerator testades till havs. Kombinationen av en okänd strålning och hans tillstånd i det djupa vattnet förvandlade honom till Hydro-Man i en kontakt med en bakterie. När han insåg att han hade blivit en man av levande vattenmassa anklagade han Spindelmannen för sin vanära och började jaga honom genom duschar, kloaker och vattenventiler för att få hämnd.
Hydro-Man har förmågan att förändra sin kropp till vattensubstans och kan därav ta sig igenom mycket trånga utrymmen genom att helt enkelt rinna igenom dem. Han använder även den förmågan i närstrid till exempel om någon måttar ett slag emot honom så går slaget rakt igenom honom. Han kan även avfyra starka vattenstrålar ur händerna eller andras delar av kroppen. Starka nog att få en vanlig person att flyga 3 meter.